# Barris i districtes administratius de Madrid
Aquesta és una llista completa dels 131 barris administratius de la ciutat de Madrid que s'agrupen en 21 districtes:

## Barris
| Districte           | Número | Nom                         | Població | Superfície (km²) | Imatge |
| ------------------- | ------ | --------------------------- | -------- | ---------------- | ------ |
| Centro              | 11     | Palacio                     | 23.722   | 1,471 km²        |        |
| Centro              | 12     | Embajadores                 | 47.571   | 1,032 km²        |        |
| Centro              | 13     | Cortes                      | 10.855   | 0,592 km²        |        |
| Centro              | 14     | Justicia                    | 18.350   | 0,742 km²        |        |
| Centro              | 15     | Universidad                 | 33.542   | 0,947 km²        |        |
| Centro              | 16     | Sol                         | 8.059    | 0,445 km²        |        |
| Arganzuela          | 21     | Imperial                    | 22.687   | 0,967 km²        |        |
| Arganzuela          | 22     | Acacias                     | 36.487   | 1,074 km²        |        |
| Arganzuela          | 23     | Chopera                     | 20.149   | 0,566 km²        |        |
| Arganzuela          | 24     | Legazpi                     | 19.632   | 1,396 km²        |        |
| Arganzuela          | 25     | Delicias                    | 28.501   | 1,057 km²        |        |
| Arganzuela          | 26     | Palos de la Frontera        | 25.889   | 0,643 km²        |        |
| Arganzuela          | 27     | Atocha                      | 1.460    | 0,775 km²        |        |
| Retiro              | 31     | Pacífico                    | 33.211   | 0,750 km²        |        |
| Retiro              | 32     | Adelfas                     | 18.705   | 0,640 km²        |        |
| Retiro              | 33     | Estrella                    | 23.126   | 1,025 km²        |        |
| Retiro              | 34     | Ibiza                       | 21.642   | 0,490 km²        |        |
| Retiro              | 35     | Jerónimos                   | 6.961    | 1,900 km²        |        |
| Retiro              | 36     | Niño Jesús                  | 15.361   | 0,643 km²        |        |
| Salamanca           | 41     | Recoletos                   | 15.715   | 0,870 km²        |        |
| Salamanca           | 42     | Goya                        | 29.631   | 0,771 km²        |        |
| Salamanca           | 43     | Fuente del Berro            | 21.066   | 0,852 km²        |        |
| Salamanca           | 44     | La Guindalera               | 42.106   | 1,598 km²        |        |
| Salamanca           | 45     | Lista                       | 20.945   | 0,520 km²        |        |
| Salamanca           | 46     | Castellana                  | 17.235   | 0,773 km²        |        |
| Chamartín           | 51     | El Viso                     | 17.454   | 1,708 km²        |        |
| Chamartín           | 52     | Prosperidad                 | 36.440   | 1,043 km²        |        |
| Chamartín           | 53     | Ciudad Jardín               | 18.686   | 0,762 km²        |        |
| Chamartín           | 54     | Hispanoamérica              | 31.750   | 1,707 km²        |        |
| Chamartín           | 55     | Nueva España                | 24.750   | 1,788 km²        |        |
| Chamartín           | 56     | Castilla                    | 17.135   | 2,160 km²        |        |
| Tetuán              | 61     | Bellas Vistas               | 29.539   | 0,716 km²        |        |
| Tetuán              | 62     | Cuatro Caminos              | 34.914   | 1,193 km²        |        |
| Tetuán              | 63     | Castillejos                 | 20.631   | 0,708 km²        |        |
| Tetuán              | 64     | Almenara                    | 22.849   | 0,999 km²        |        |
| Tetuán              | 65     | Valdeacederas               | 26.693   | 1,163 km²        |        |
| Tetuán              | 66     | Berruguete                  | 25.758   | 0,607 km²        |        |
| Chamberí            | 71     | Gaztambide                  | 23.038   | 0,506 km²        |        |
| Chamberí            | 72     | Arapiles                    | 24.348   | 0,578 km²        |        |
| Chamberí            | 73     | Trafalgar                   | 24.748   | 0,611 km²        |        |
| Chamberí            | 74     | Almagro                     | 19.613   | 0,937 km²        |        |
| Chamberí            | 75     | Ríos Rosas                  | 27.292   | 0,971 km²        |        |
| Chamberí            | 76     | Vallehermoso                | 20.128   | 1,068 km²        |        |
| Fuencarral-El Pardo | 81     | El Pardo                    | 3.460    | 187,642 km²      |        |
| Fuencarral-El Pardo | 82     | Fuentelarreina              | 3.358    | 1,382 km²        |        |
| Fuencarral-El Pardo | 83     | Peñagrande                  | 44.488   | 2,890 km²        |        |
| Fuencarral-El Pardo | 84     | El Pilar                    | 46.135   | 1,359 km²        |        |
| Fuencarral-El Pardo | 85     | La Paz                      | 33.073   | 2,159 km²        |        |
| Fuencarral-El Pardo | 86     | Valverde                    | 64.203   | 8,977 km²        |        |
| Fuencarral-El Pardo | 87     | Mirasierra                  | 34.660   | 6,975 km²        |        |
| Fuencarral-El Pardo | 88     | El Goloso                   | 18.984   | 26,509 km²       |        |
| Moncloa-Aravaca     | 91     | Casa de Campo               | 13.132   | 17,470 km²       |        |
| Moncloa-Aravaca     | 92     | Argüelles                   | 24.302   | 0,755 km²        |        |
| Moncloa-Aravaca     | 93     | Ciudad Universitaria        | 16.215   | 14,248 km²       |        |
| Moncloa-Aravaca     | 94     | Valdezarza                  | 30.208   | 1,397 km²        |        |
| Moncloa-Aravaca     | 95     | Valdemarín                  | 6.881    | 3,305 km²        |        |
| Moncloa-Aravaca     | 96     | El Plantío                  | 2.919    | 3,554 km²        |        |
| Moncloa-Aravaca     | 97     | Aravaca                     | 27.643   | 5,855 km²        |        |
| Latina              | 101    | Los Cármenes                | 17.653   | 1,292 km²        |        |
| Latina              | 102    | Puerta del Ángel            | 42.151   | 1,374 km²        |        |
| Latina              | 103    | Lucero                      | 36.711   | 1,679 km²        |        |
| Latina              | 104    | Aluche                      | 67.208   | 2,849 km²        |        |
| Latina              | 105    | Campamento                  | 19.625   | 9,157 km²        |        |
| Latina              | 106    | Cuatro Vientos              | 5.896    | 5,419 km²        |        |
| Latina              | 107    | Las Águilas                 | 51.538   | 3,609 km²        |        |
| Carabanchel         | 111    | Comillas                    | 22.794   | 0,666 km²        |        |
| Carabanchel         | 112    | Opañel                      | 33.801   | 1,106 km²        |        |
| Carabanchel         | 113    | San Isidro                  | 39.852   | 1,899 km²        |        |
| Carabanchel         | 114    | Vista Alegre                | 47.229   | 1,589 km²        |        |
| Carabanchel         | 115    | Puerta Bonita               | 36.083   | 1,607 km²        |        |
| Carabanchel         | 116    | Buenavista                  | 48.186   | 5,613 km²        |        |
| Carabanchel         | 117    | Abrantes                    | 31.587   | 1,564 km²        |        |
| Usera               | 121    | Orcasitas                   | 23.203   | 1,356 km²        |        |
| Usera               | 122    | Orcasur                     | 14.194   | 1,384 km²        |        |
| Usera               | 123    | San Fermín                  | 23.911   | 1,463 km²        |        |
| Usera               | 124    | Almendrales                 | 22.622   | 0,772 km²        |        |
| Usera               | 125    | Moscardó                    | 26.715   | 0,908 km²        |        |
| Usera               | 126    | Zofío                       | 14.340   | 0,775 km²        |        |
| Usera               | 127    | Pradolongo                  | 17.964   | 1,095 km²        |        |
| Puente de Vallecas  | 131    | Entrevías                   | 35.315   | 5,997 km²        |        |
| Puente de Vallecas  | 132    | San Diego                   | 43.697   | 1,069 km²        |        |
| Puente de Vallecas  | 133    | Palomeras Bajas             | 40.606   | 1,724 km²        |        |
| Puente de Vallecas  | 134    | Palomeras Sureste           | 43.057   | 3,118 km²        |        |
| Puente de Vallecas  | 135    | Portazgo                    | 28.798   | 1,245 km²        |        |
| Puente de Vallecas  | 136    | Numancia                    | 48.255   | 1,849 km²        |        |
| Moratalaz           | 141    | Pavones                     | 9.025    | 1,016 km²        |        |
| Moratalaz           | 142    | Horcajo                     | 6.378    | 0,745 km²        |        |
| Moratalaz           | 143    | Marroquina                  | 26.746   | 1,789 km²        |        |
| Moratalaz           | 144    | Media Legua                 | 17.711   | 0,999 km²        |        |
| Moratalaz           | 145    | Fontarrón                   | 17.374   | 0,964 km²        |        |
| Moratalaz           | 146    | Vinateros                   | 16.879   | 0,593 km²        |        |
| Ciudad Lineal       | 151    | Ventas                      | 48.596   | 3,198 km²        |        |
| Ciudad Lineal       | 152    | Pueblo Nuevo                | 63.007   | 2,319 km²        |        |
| Ciudad Lineal       | 153    | Quintana                    | 24.710   | 0,722 km²        |        |
| Ciudad Lineal       | 154    | Concepción                  | 20.804   | 0,885 km²        |        |
| Ciudad Lineal       | 155    | San Pascual                 | 17.889   | 1,052 km²        |        |
| Ciudad Lineal       | 156    | San Juan Bautista           | 12.549   | 1,010 km²        |        |
| Ciudad Lineal       | 157    | Colina                      | 6.375    | 0,559 km²        |        |
| Ciudad Lineal       | 158    | Atalaya                     | 1.574    | 0,248 km²        |        |
| Ciudad Lineal       | 159    | Costillares                 | 22.113   | 1,427 km²        |        |
| Hortaleza           | 161    | Palomas                     | 6.926    | 1,128 km²        |        |
| Hortaleza           | 162    | Piovera                     | 14.870   | 3,139 km²        |        |
| Hortaleza           | 163    | Canillas                    | 40.355   | 2,516 km²        |        |
| Hortaleza           | 164    | Pinar del Rey               | 52.636   | 2,632 km²        |        |
| Hortaleza           | 165    | Apóstol Santiago            | 15.498   | 1,204 km²        |        |
| Hortaleza           | 166    | Valdefuentes                | 63.486   | 16,778 km²       |        |
| Villaverde          | 171    | Villaverde Alto             | 46.760   | 9,192 km²        |        |
| Villaverde          | 172    | San Cristóbal               | 17.069   | 1,106 km²        |        |
| Villaverde          | 173    | Butarque                    | 20.779   | 6,425 km²        |        |
| Villaverde          | 174    | Los Rosales                 | 37.904   | 1,511 km²        |        |
| Villaverde          | 175    | Los Ángeles                 | 32.800   | 1,944 km²        |        |
| Villa de Vallecas   | 181    | Nucli històric de Vallecas  | 40.285   | 49,359 km²       |        |
| Villa de Vallecas   | 182    | Santa Eugenia               | 24.386   | 2,070 km²        |        |
| Villa de Vallecas   | 183    | Eixample de Vallecas        | 50.381   | n/d km²          |        |
| Vicálvaro           | 191    | Nucli històric de Vicálvaro | 35.632   | 32,924 km²       |        |
| Vicálvaro           | 192    | Valdebernardo               | 17.564   | 2,354 km²        |        |
| Vicálvaro           | 193    | Valderrivas                 | 18.005   | n/d km²          |        |
| Vicálvaro           | 194    | El Cañaveral                | 4.580    | n/d km²          |        |
| San Blas-Canillejas | 201    | Simancas                    | 28.525   | 2,278 km²        |        |
| San Blas-Canillejas | 202    | Hellín                      | 9.400    | 0,549 km²        |        |
| San Blas-Canillejas | 203    | Amposta                     | 8.924    | 0,370 km²        |        |
| San Blas-Canillejas | 204    | Arcos                       | 24.765   | 1,305 km²        |        |
| San Blas-Canillejas | 205    | Rosas                       | 31.548   | 9,388 km²        |        |
| San Blas-Canillejas | 206    | Rejas                       | 17.167   | 5,007 km²        |        |
| San Blas-Canillejas | 207    | Canillejas                  | 29.003   | 1,598 km²        |        |
| San Blas-Canillejas | 208    | Salvador                    | 11.398   | 1,881 km²        |        |
| Barajas             | 211    | Alameda de Osuna            | 19.729   | 1,961 km²        |        |
| Barajas             | 212    | Aeropuerto                  | 1.929    | 25,132 km²       |        |
| Barajas             | 213    | Nucli històric de Barajas   | 7.561    | 0,609 km²        |        |
| Barajas             | 214    | Timón                       | 13.376   | 9,595 km²        |        |
| Barajas             | 215    | Corralejos                  | 7.671    | 4,633 km²        |        |